# Kralupy nad Vltavou
Kralupy nad Vltavou (en allemand : Kralup an der Moldau) est une ville du district de Mělník, dans la région de Bohême-Centrale, en Tchéquie. Sa population s'élevait à 18 782 habitants en 2024.

## Géographie
Kralupy nad Vltavou est arrosée par la Vltava et se trouve à 18 km au sud-ouest de Mělník et à 21 km au nord-ouest du centre de Prague.
La commune est limitée par Velvary et Nelahozeves au nord, par Veltrusy au nord-est, par Chvatěruby à l'est, par Dolany nad Vltavou au sud-est, par Holubice au sud, par Otvovice au sud-ouest et par Olovnice à l'ouest.

## Histoire
La première mention écrite de la localité date de 1253.
La ville est bombardée par les Alliés en raison de la présence de la raffinerie de pétrole Kralupol le 22 mars 1945. En 2018, une explosion y fait six morts.

## Population
Recensements (*) ou estimations de la population de la commune dans ses limites actuelles :
| 1869* | 1880* | 1890* | 1900* | 1910* | 1921* |
| ----- | ----- | ----- | ----- | ----- | ----- |
| 3 317 | 5 200 | 5 761 | 7 743 | 9 549 | 9 612 |

| 1930*  | 1950*  | 1961*  | 1970*  | 1980*  | 1991*  |
| ------ | ------ | ------ | ------ | ------ | ------ |
| 10 960 | 10 558 | 11 629 | 14 898 | 17 928 | 17 934 |

| 2001*  | 2011*  | 2015   | 2016   | 2017   | 2018   |
| ------ | ------ | ------ | ------ | ------ | ------ |
| 17 506 | 18 472 | 17 959 | 17 987 | 18 079 | 18 100 |

| 2019   | 2020   | 2021   | 2022   | 2023   | 2024   |
| ------ | ------ | ------ | ------ | ------ | ------ |
| 18 194 | 19 388 | 18 485 | 18 189 | 18 770 | 18 782 |

## Économie
L'économie locale est dominée par l'industrie chimique, en particulier l'entreprise Synthos Kralupy a.s. Mise en service en 1963 sous le nom de Kaučuk, elle a commencé par produire du caoutchouc synthétique, puis a élargi sa production aux matières plastiques. Elle emploie 600 personnes.

## Villes jumelées
- Banyuls-sur-Mer (France)
- Hennigsdorf (Allemagne)
- Ikast (Danemark)
- Komárno (Slovaquie)